# Euphyia deturbata
Euphyia deturbata är en fjärilsart som beskrevs av Walker 1862. Euphyia deturbata ingår i släktet Euphyia och familjen mätare. Inga underarter finns listade i Catalogue of Life.